# Idioscopus nigroclypeatus
Idioscopus nigroclypeatus är en insektsart som beskrevs av Melichar 1903. Idioscopus nigroclypeatus ingår i släktet Idioscopus och familjen dvärgstritar. Inga underarter finns listade i Catalogue of Life.